# Ronde van Italië 2021/Startlijst
Deze pagina bevat de startlijst van de 104e Ronde van Italië die in 2021 op zaterdag 8 mei van start ging in Turijn en op zondag 30 mei eindigde in Milaan. In totaal namen er 23 ploegen deel aan de rittenkoers die elk met acht renners van start gingen, wat het totaal aantal deelnemers op 184 bracht.

## Overzicht

### INEOS Grenadiers
| rugnummer | renner               | prestaties deze ronde | opmerkingen                                              | eindklassering |
| --------- | -------------------- | --- | -------------------------------------------------------- | -------------- |
| 1         | Egan Bernal          | Winnaar: 9e en 16e etappe 9e, 10e, 11e, 12e, 13e, 14e, 15e, 16e, 17e, 18e, 19e en 20e etappe 9e, 10e, 11e, 12e, 13e, 14e, 15e, 16e, 17e, 18e, 19e en 20e etappe | Winnaar Ronde van Italië 2021 Winnaar Jongerenklassement | 1e             |
| 2         | Jonathan Castroviejo | |                                                          | 23e            |
| 3         | Filippo Ganna        | Winnaar: 1e etappe 1e, 2e en 3e etappe 1e etappe 1e, 2e en 3e etappe                                                                                            |                                                          | 118e           |
| 4         | Daniel Martínez      | |                                                          | 5e             |
| 5         | Gianni Moscon        | |                                                          | 24e            |
| 6         | Jhonatan Narváez     | |                                                          | 49e            |
| 7         | Salvatore Puccio     | |                                                          | 94e            |
| 8         | Pavel Sivakov        | | Niet gestart voor de 6e etappe                           | DNF            |
|           | Team                 | 8e, 9e, 10e, 11e, 12e, 13e, 14e, 15e, 16e, 17e, 19e en 20e etappe                                                                                               | Winnaar Ploegenklassement                                |                |

### AG2R-Citroën
| rugnummer | renner              | prestaties deze ronde                                              | opmerkingen                    | eindklassering |
| --------- | ------------------- | ------------------------------------------------------------------ | ------------------------------ | -------------- |
| 11        | Tony Gallopin       |                                                                    |                                | 60e            |
| 12        | François Bidard     |                                                                    | Niet gestart voor de 6e etappe | DNF            |
| 13        | Geoffrey Bouchard   | 9e, 10e, 11e, 12e, 13e, 14e, 15e, 16e, 17e, 18e, 19e en 20e etappe | Winnaar Bergklassement         | 58e            |
| 14        | Clément Champoussin |                                                                    | Opgave tijdens de 9e etappe    | DNF            |
| 15        | Alexis Gougeard     |                                                                    |                                | 114e           |
| 16        | Lawrence Naesen     |                                                                    |                                | 119e           |
| 17        | Andrea Vendrame     | Winnaar: 12e etappe                                                |                                | 50e            |
| 18        | Larry Warbasse      |                                                                    |                                | 41e            |

### Alpecin-Fenix
| rugnummer | renner            | prestaties deze ronde                          | opmerkingen                                                 | eindklassering |
| --------- | ----------------- | ---------------------------------------------- | ----------------------------------------------------------- | -------------- |
| 21        | Tim Merlier       | Winnaar: 2e etappe 2e, 3e, 4e, 8e en 9e etappe | Niet gestart voor de 11e etappe                             | DNF            |
| 22        | Dries De Bondt    |                                                | Winnaar Tussensprintklassement Winnaar Strijdlustklassement | 91e            |
| 23        | Jimmy Janssens    |                                                |                                                             | 65e            |
| 24        | Alexander Krieger |                                                |                                                             | 140e           |
| 25        | Senne Leysen      |                                                |                                                             | 101e           |
| 26        | Oscar Riesebeek   |                                                |                                                             | 104e           |
| 27        | Gianni Vermeersch |                                                |                                                             | 87e            |
| 28        | Louis Vervaeke    |                                                |                                                             | 20e            |

### Androni Giocattoli-Sidermec
| rugnummer | renner              | prestaties deze ronde | opmerkingen                     | eindklassering |
| --------- | ------------------- | --------------------- | ------------------------------- | -------------- |
| 31        | Jefferson Cepeda    |                       | Niet gestart voor de 19e etappe | DNF            |
| 32        | Simon Pellaud       |                       | Winnaar Fuga Bianchi            | 69e            |
| 33        | Andrii Ponomar      |                       |                                 | 67e            |
| 34        | Simone Ravanelli    |                       |                                 | 71e            |
| 35        | Eduardo Sepúlveda   |                       |                                 | 47e            |
| 36        | Filippo Tagliani    |                       |                                 | 123e           |
| 37        | Natnael Tesfatsion  |                       |                                 | 92e            |
| 38        | Nicola Venchiarutti |                       |                                 | 132e           |

### Astana-Premier Tech
| rugnummer | renner              | prestaties deze ronde | opmerkingen                     | eindklassering |
| --------- | ------------------- | --------------------- | ------------------------------- | -------------- |
| 41        | Aleksandr Vlasov    |                       |                                 | 4e             |
| 42        | Samuele Battistella |                       |                                 | 82e            |
| 43        | Fabio Felline       |                       | Niet gestart voor de 20e etappe | DNF            |
| 44        | Gorka Izagirre      |                       |                                 | 19e            |
| 45        | Vadïm Pronskïy      |                       |                                 | 40e            |
| 46        | Luis León Sánchez   |                       |                                 | 33e            |
| 47        | Matteo Sobrero      |                       |                                 | 61e            |
| 48        | Harold Tejada       |                       |                                 | 36e            |

### Bahrain-Victorious
| rugnummer | renner          | prestaties deze ronde                  | opmerkingen                  | eindklassering |
| --------- | --------------- | -------------------------------------- | ---------------------------- | -------------- |
| 51        | Mikel Landa     |                                        | Opgave tijdens de 5e etappe  | DNF            |
| 52        | Yukiya Arashiro |                                        |                              | 77e            |
| 53        | Peio Bilbao     |                                        |                              | 13e            |
| 54        | Damiano Caruso  | Winnaar: 20e etappe                    |                              | 2e             |
| 55        | Gino Mäder      | Winnaar: 6e etappe 6e, 7e en 8e etappe | Opgave tijdens de 12e etappe | DNF            |
| 56        | Matej Mohorič   |                                        | Opgave tijdens de 9e etappe  | DNF            |
| 57        | Jan Tratnik     |                                        |                              | 70e            |
| 58        | Rafael Valls    |                                        |                              | 96e            |
|           | Team            | 4e, 5e, 6e en 7e etappe                |                              |                |

### Bardiani-CSF-Faizanè
| rugnummer | renner            | prestaties deze ronde | opmerkingen | eindklassering |
| --------- | ----------------- | --------------------- | ----------- | -------------- |
| 61        | Giovanni Visconti |                       |             | 95e            |
| 62        | Enrico Battaglin  |                       |             | 85e            |
| 63        | Giovanni Carboni  |                       |             | 35e            |
| 64        | Filippo Fiorelli  |                       |             | 108e           |
| 65        | Davide Gabburo    |                       |             | 106e           |
| 66        | Umberto Marengo   |                       |             | 139e           |
| 67        | Filippo Zana      |                       |             | 73e            |
| 68        | Samuele Zoccarato |                       |             | 105e           |

### BORA-hansgrohe
| rugnummer | renner              | prestaties deze ronde                                                              | opmerkingen                  | eindklassering |
| --------- | ------------------- | ---------------------------------------------------------------------------------- | ---------------------------- | -------------- |
| 71        | Peter Sagan         | Winnaar: 10e etappe 10e, 11e, 12e, 13e, 14e, 15e, 16e, 17e, 18e, 19e en 20e etappe | Winnaar Puntenklassement     | 117e           |
| 72        | Giovanni Aleotti    |                                                                                    |                              | 80e            |
| 73        | Cesare Benedetti    |                                                                                    |                              | 103e           |
| 74        | Maciej Bodnar       |                                                                                    |                              | 136e           |
| 75        | Emanuel Buchmann    |                                                                                    | Opgave tijdens de 15e etappe | DNF            |
| 76        | Matteo Fabbro       |                                                                                    |                              | 32e            |
| 77        | Felix Großschartner |                                                                                    |                              | 42e            |
| 78        | Daniel Oss          |                                                                                    |                              | 112e           |

### Cofidis
| rugnummer | renner          | prestaties deze ronde | opmerkingen                     | eindklassering |
| --------- | --------------- | --------------------- | ------------------------------- | -------------- |
| 81        | Elia Viviani    |                       |                                 | 135e           |
| 82        | Natnael Berhane |                       | Opgave tijdens de 15e etappe    | DNF            |
| 83        | Simone Consonni |                       |                                 | 110e           |
| 84        | Nicolas Edet    |                       | Opgave tijdens de 14e etappe    | DNF            |
| 85        | Victor Lafay    | Winnaar: 8e etappe    | Niet gestart voor de 19e etappe | DNF            |
| 86        | Rémy Rochas     |                       | Opgave tijdens de 17e etappe    | DNF            |
| 87        | Fabio Sabatini  |                       |                                 | 133e           |
| 88        | Attilio Viviani |                       |                                 | 142e           |

### Deceuninck–Quick-Step
| rugnummer | renner                | prestaties deze ronde | opmerkingen                     | eindklassering |
| --------- | --------------------- | --------------------- | ------------------------------- | -------------- |
| 91        | Remco Evenepoel       |                       | Niet gestart voor de 18e etappe | DNF            |
| 92        | João Almeida          |                       |                                 | 6e             |
| 93        | Rémi Cavagna          |                       |                                 | 68e            |
| 94        | Mikkel Frølich Honoré |                       |                                 | 81e            |
| 95        | Iljo Keisse           |                       |                                 | 121e           |
| 96        | James Knox            |                       |                                 | 53e            |
| 97        | Fausto Masnada        |                       | Opgave tijdens de 12 etappe     | DNF            |
| 98        | Pieter Serry          |                       |                                 | 56e            |

### EF Education-Nippo
| rugnummer | renner              | prestaties deze ronde | opmerkingen                  | eindklassering |
| --------- | ------------------- | --------------------- | ---------------------------- | -------------- |
| 101       | Hugh Carthy         |                       |                              | 8e             |
| 102       | Jonathan Caicedo    |                       | Opgave tijdens de 11e etappe | DNF            |
| 103       | Simon Carr          |                       |                              | 66e            |
| 104       | Ruben Guerreiro     |                       | Opgave tijdens de 15e etappe | DNF            |
| 105       | Jens Keukeleire     |                       |                              | 78e            |
| 106       | Julius van den Berg |                       |                              | 125e           |
| 107       | Alberto Bettiol     | Winnaar: 18e etappe   |                              | 30e            |
| 109       | Tejay van Garderen  |                       |                              | 84e            |

### EOLO-Kometa
| rugnummer | renner            | prestaties deze ronde | opmerkingen                 | eindklassering |
| --------- | ----------------- | --------------------- | --------------------------- | -------------- |
| 111       | Manuel Belletti   |                       | Opgave tijdens de 6e etappe | DNF            |
| 112       | Vincenzo Albanese | 2e en 3e etappe       |                             | 75e            |
| 113       | Mark Christian    |                       |                             | 76e            |
| 114       | Márton Dina       |                       |                             | 100e           |
| 115       | Lorenzo Fortunato | Winnaar: 14e etappe   |                             | 16e            |
| 116       | Francesco Gavazzi |                       |                             | 29e            |
| 117       | Edward Ravasi     |                       |                             | 46e            |
| 118       | Samuele Rivi      |                       |                             | 129e           |

### Groupama-FDJ
| rugnummer | renner                | prestaties deze ronde                           | opmerkingen             | eindklassering |
| --------- | --------------------- | ----------------------------------------------- | ----------------------- | -------------- |
| 121       | Rudy Molard           |                                                 |                         | 37e            |
| 122       | Matteo Badilatti      |                                                 |                         | 34e            |
| 123       | Antoine Duchesne      |                                                 |                         | 115e           |
| 124       | Simon Guglielmi       |                                                 |                         | 90e            |
| 125       | Sébastien Reichenbach |                                                 | Opgave in de 16e etappe | DNF            |
| 126       | Romain Seigle         |                                                 |                         | 88e            |
| 127       | Attila Valter         | 6e, 7e en 8e etappe 4e, 5e, 6e, 7e en 8e etappe |                         | 16e            |
| 128       | Lars van den Berg     |                                                 |                         | 64e            |

### Intermarché-Wanty-Gobert Matériaux
| rugnummer | renner             | prestaties deze ronde | opmerkingen | eindklassering |
| --------- | ------------------ | --------------------- | ----------- | -------------- |
| 131       | Jan Hirt           |                       |             | 26e            |
| 132       | Quinten Hermans    |                       |             | 43e            |
| 133       | Wesley Kreder      |                       |             | 128e           |
| 134       | Riccardo Minali    |                       |             | 143e           |
| 135       | Andrea Pasqualon   |                       |             | 72e            |
| 136       | Simone Petilli     |                       |             | 44e            |
| 137       | Rein Taaramäe      |                       |             | 51e            |
| 138       | Taco van der Hoorn | Winnaar: 3e etappe    |             | 107e           |

### Israel Start-Up Nation
| rugnummer | renner               | prestaties deze ronde | opmerkingen                    | eindklassering |
| --------- | -------------------- | --------------------- | ------------------------------ | -------------- |
| 141       | Daniel Martin        | Winnaar: 17e etappe   |                                | 10e            |
| 142       | Patrick Bevin        |                       |                                | 48e            |
| 143       | Matthias Brändle     |                       |                                | 130e           |
| 144       | Davide Cimolai       |                       |                                | 127e           |
| 145       | Alessandro De Marchi | 4e en 5e etappe       | Opgave tijdens de 12e etappe   | DNF            |
| 146       | Alex Dowsett         |                       | Opgave tijdens de 12e etappe   | DNF            |
| 147       | Krists Neilands      |                       | niet gestart voor de 2e etappe | DNF            |
| 148       | Guy Niv              |                       |                                | 74e            |

### Team Jumbo-Visma
| rugnummer | renner            | prestaties deze ronde | opmerkingen                     | eindklassering |
| --------- | ----------------- | --------------------- | ------------------------------- | -------------- |
| 151       | George Bennett    |                       |                                 | 11e            |
| 152       | Edoardo Affini    |                       |                                 | 113e           |
| 153       | Koen Bouwman      |                       |                                 | 12e            |
| 154       | David Dekker      |                       | Niet gestart voor de 14e etappe | DNF            |
| 155       | Tobias Foss       |                       |                                 | 9e             |
| 156       | Dylan Groenewegen |                       | Niet gestart voor de 14e etappe | DNF            |
| 157       | Paul Martens      |                       |                                 | 99e            |
| 158       | Jos van Emden     |                       | Opgave tijdens de 15e etappe    | DNF            |
|           | Team              | 1e, 2e en 3e etappe   |                                 |                |

### Lotto Soudal
| rugnummer | renner            | prestaties deze ronde    | opmerkingen                     | eindklassering |
| --------- | ----------------- | ------------------------ | ------------------------------- | -------------- |
| 161       | Caleb Ewan        | Winnaar: 5e en 7e etappe | Opgave tijdens de 8e etappe     | DNF            |
| 162       | Jasper De Buyst   |                          | Opgave tijdens de 9e etappe     | DNF            |
| 163       | Thomas De Gendt   |                          | Niet gestart voor de 16e etappe | DNF            |
| 164       | Kobe Goossens     |                          | Opgave tijdens de 12e etappe    | DNF            |
| 165       | Roger Kluge       |                          | Opgave tijdens de 14e etappe    | DNF            |
| 166       | Tomasz Marczyński |                          | Niet gestart voor de 9e etappe  | DNF            |
| 167       | Stefano Oldani    |                          |                                 | 79e            |
| 168       | Harm Vanhoucke    |                          |                                 | 86e            |

### Movistar Team
| rugnummer | renner           | prestaties deze ronde | opmerkingen                  | eindklassering |
| --------- | ---------------- | --------------------- | ---------------------------- | -------------- |
| 171       | Marc Soler       |                       | Opgave tijdens de 12e etappe | DNF            |
| 172       | Dario Cataldo    |                       |                              | 54e            |
| 173       | Matteo Jorgenson |                       |                              | 98e            |
| 174       | Nélson Oliveira  |                       |                              | 27e            |
| 175       | Antonio Pedrero  |                       |                              | 22e            |
| 176       | Einer Rubio      |                       |                              | 39e            |
| 177       | Albert Torres    |                       |                              | 138e           |
| 178       | Davide Villella  |                       |                              | 55e            |

### Team BikeExchange
| rugnummer | renner                  | prestaties deze ronde | opmerkingen                     | eindklassering |
| --------- | ----------------------- | --------------------- | ------------------------------- | -------------- |
| 181       | Simon Yates             | Winnaar: 19e etappe   |                                 | 3e             |
| 182       | Michael Hepburn         |                       |                                 | 120e           |
| 183       | Christopher Juul-Jensen |                       |                                 | 97e            |
| 184       | Tanel Kangert           |                       |                                 | 21e            |
| 185       | Cameron Meyer           |                       |                                 | 111e           |
| 186       | Mikel Nieve             |                       |                                 | 25e            |
| 187       | Nick Schultz            |                       | Niet gestart voor de 18e etappe | DNF            |
| 188       | Callum Scotson          |                       |                                 | 83e            |

### Team DSM
| rugnummer | renner         | prestaties deze ronde | opmerkingen                     | eindklassering |
| --------- | -------------- | --------------------- | ------------------------------- | -------------- |
| 191       | Jai Hindley    |                       | Niet gestart voor de 14e etappe | DNF            |
| 192       | Nikias Arndt   |                       |                                 | 62e            |
| 193       | Romain Bardet  |                       |                                 | 7e             |
| 194       | Nico Denz      |                       |                                 | 102e           |
| 195       | Chris Hamilton |                       |                                 | 45e            |
| 196       | Max Kanter     |                       |                                 | 116e           |
| 197       | Nicolas Roche  |                       |                                 | 59e            |
| 198       | Michael Storer |                       |                                 | 31e            |
|           | Team           | 18e etappe            |                                 |                |

### Team Qhubeka-ASSOS
| rugnummer | renner             | prestaties deze ronde               | opmerkingen                     | eindklassering |
| --------- | ------------------ | ----------------------------------- | ------------------------------- | -------------- |
| 201       | Giacomo Nizzolo    | Winnaar: 13e etappe 5e en 6e etappe | Niet gestart voor de 15e etappe | DNF            |
| 202       | Victor Campenaerts | Winnaar: 15e etappe                 | Niet gestart voor de 17e etappe | DNF            |
| 203       | Kilian Frankiny    |                                     |                                 | 57e            |
| 204       | Bert-Jan Lindeman  |                                     |                                 | 122e           |
| 205       | Domenico Pozzovivo |                                     | Niet gestart voor de 7e etappe  | DNF            |
| 206       | Mauro Schmid       | Winnaar: 11e etappe                 |                                 | 93e            |
| 207       | Max Walscheid      |                                     |                                 | 124e           |
| 208       | Łukasz Wiśniowski  |                                     |                                 | 131e           |

### Trek-Segafredo
| rugnummer | renner                  | prestaties deze ronde | opmerkingen                     | eindklassering |
| --------- | ----------------------- | --------------------- | ------------------------------- | -------------- |
| 211       | Vincenzo Nibali         |                       |                                 | 18e            |
| 212       | Gianluca Brambilla      |                       | Opgave tijdens de 19e etappe    | DNF            |
| 213       | Giulio Ciccone          |                       | Niet gestart voor de 18e etappe | DNF            |
| 214       | Koen de Kort            |                       |                                 | 134e           |
| 215       | Amanuel Ghebreigzabhier |                       |                                 | 63e            |
| 216       | Bauke Mollema           |                       |                                 | 28e            |
| 217       | Jacopo Mosca            |                       |                                 | 52e            |
| 218       | Matteo Moschetti        |                       |                                 | 141e           |

### UAE Team Emirates
| rugnummer | renner              | prestaties deze ronde              | opmerkingen                    | eindklassering |
| --------- | ------------------- | ---------------------------------- | ------------------------------ | -------------- |
| 221       | Davide Formolo      |                                    |                                | 15e            |
| 222       | Valerio Conti       |                                    |                                | 89e            |
| 223       | Alessandro Covi     |                                    |                                | 38e            |
| 224       | Joe Dombrowski      | Winnaar: 4e etappe 4e en 5e etappe | Niet gestart voor de 6e etappe | DNF            |
| 225       | Fernando Gaviria    |                                    |                                | 109e           |
| 226       | Sebastián Molano    |                                    |                                | 126e           |
| 227       | Maximiliano Richeze |                                    |                                | 137e           |
| 228       | Diego Ulissi        |                                    |                                | 19e            |

## Deelnemers per land
| Deelnemers | Land                                                                                              |
| ---------- | ------------------------------------------------------------------------------------------------- |
| 55         | Italië                                                                                            |
| 17         | België                                                                                            |
| 13         | Frankrijk                                                                                         |
| 12         | Nederland                                                                                         |
| 10         | Spanje                                                                                            |
| 8          | Australië, Duitsland                                                                              |
| 6          | Colombia, Verenigd Koninkrijk, Zwitserland                                                        |
| 4          | Verenigde Staten                                                                                  |
| 3          | Ecuador, Eritrea, Polen, Portugal                                                                 |
| 2          | Argentinië, Denemarken, Estland, Hongarije, Ierland, Nieuw-Zeeland, Oostenrijk, Rusland, Slovenië |
| 1          | Canada, Israël, Japan, Kazachstan, Letland, Noorwegen, Oekraïne, Slowakije, Tsjechië              |

1e etappe ·
2e etappe ·
3e etappe ·
4e etappe ·
5e etappe ·
6e etappe ·
7e etappe ·
8e etappe ·
9e etappe ·
10e etappe ·
11e etappe ·
12e etappe ·
13e etappe ·
14e etappe ·
15e etappe ·
16e etappe ·
17e etappe ·
18e etappe ·
19e etappe ·
20e etappe ·
21e etappe
Startlijst · Eindstanden · Afbeeldingen